# Transcendence
Transcendence är en brittisk-amerikansk science fiction-thrillerfilm från 2014 med Johnny Depp i huvudrollen. Filmen handlar om artificiell intelligens. 

## Om filmen
Transcendence regisserades av Wally Pfister och producerades av bland andra Christopher Nolan. Filmen hade världspremiär den 10 april 2014 i Westwood, Kalifornien. Den svenska biopremiären ägde rum 21 juni 2014.

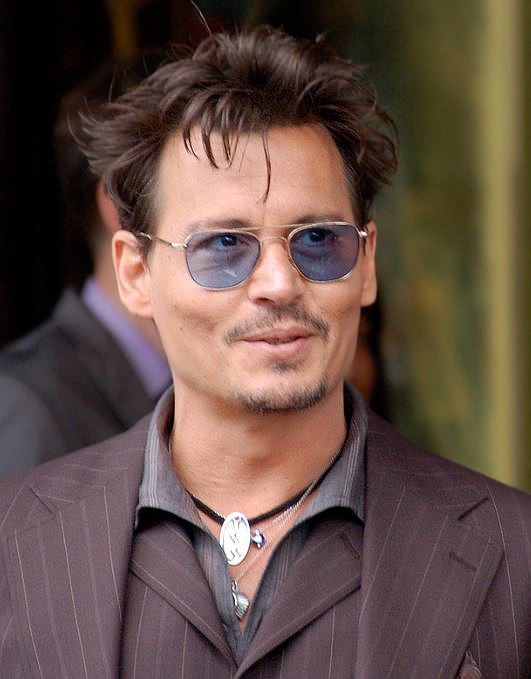
Johnny Depp är en av filmens protagonister.

## Rollista
- Johnny Depp – Dr. Will Caster
- Morgan Freeman – Joseph Tagger
- Rebecca Hall – Evelyn Caster
- Kate Mara – Bree
- Cillian Murphy – Donald Buchanan
- Cole Hauser – officerare
- Paul Bettany – Max Waters
- Clifton Collins Jr. – Martin
- Cory Hardrict – RIFT Unit-medlem
- Josh Stewart – Paul